# Wallumbilla
Wallumbilla – miasto w Australii, w stanie Queensland.